# モンスターファーム (PlayStation)
『モンスターファーム』は、1997年7月24日にテクモから発売されたPlayStation用の育成シミュレーションゲーム。略称はMF1。モンスターファームシリーズの第1作目。1998年11月29日にはThe Best版が発売されている。2019年には、iOS、Android、Nintendo Switch向けの移植版がコーエーテクモゲームスより配信された。移植版は『モンスターファームラグーン』より約10年ぶりとなるシリーズ作品である。
なお、PlayStation 2用の同名ソフト（シリーズ3作目）も存在するが、本作とは内容が異なる。

## 概要
プレイヤーはモンスターを育てるブリーダーとなり、助手のホリィとともにモンスターに仕事や修行をさせたり大会に出場させたりして育成する。最終的に四大大会（ディスク・オブ・ゴールド杯、オールスター・バトル杯、マスターズ・オブ・ブリーディング杯、グレート・モンスターズ杯の4つ）全てにおいて優勝してブリーダーが名人位という称号を得ることでエンディングに到達することができる。しかしその後も半永久的にゲームは続いていく。運営資金が尽きるとゲームオーバーとなってしまう。育てたモンスター同士で2人で対戦することもできる。
この作品の最大の特徴は、育てるモンスターを音楽CD（またはPlayStationやセガサターンのゲームディスク、パソコン用のCD-ROMなど）から誕生させることができるという点である（円盤石再生）。モンスターの中には非常に少数のディスクからしか出現しないレアモンスターも存在し、全215種類のモンスターの図鑑を全て揃えるには邦楽、洋楽からマイナーなゲームソフトやそのサウンドトラックにいたるまであらゆるジャンルのCDやゲームディスクなどを入手する必要がある。当然ながら、中には数が少ないなどで入手困難なディスクもあり、その事がよりレアモンスターの希少価値を高めている。
なお、移植版では、インターネット接続で独自データベースにアクセスしてCD名やアーティスト名を検索しモンスターを生成するという形式を用いている。
1999年と2000年に本作・次作『モンスターファーム2』を原作としたテレビアニメが放映された。

## ストーリー
かつて、この世界では人間とモンスターとが共存していたが、友好関係にあったというよりは互いにライバル的な関係にあった。しかし、人類が文明を発達させてモンスターに対して優位になると、モンスターを捕獲して娯楽のために戦わせるようになった。しかし、過酷な育成や危険な薬物の使用などによってモンスターが死んでしまうことが多く、そうこうするうちにモンスターは完全に絶滅してしまった。
しかし、近年になって古代遺跡から円盤石と呼ばれるものが出土するようになった。これは、モンスターが生存していた時代の科学者がモンスターの情報を封印していたものだった。現代の科学者たちの研究の末、円盤石から封印されていたモンスターを再生する技術が確立され、モンスターバトルは再び現代によみがえった。
過去の教訓をふまえてモンスターバトル協会（FIMBA）も設立され、健全な文化となったモンスターバトルは多くの人に親しまれている。

## ゲームの流れ
プレイヤー（ブリーダー）はまずモンスターを入手しなければならない。前述のように音楽CDなどからモンスターを誕生させるのが基本となる。ただし一部のモンスターは一定の条件をクリアするまでディスクから取り出すことができない。ほかにもモンスター市場で無料でモンスターをもらうこともでき（ただし市場で入手できるのはディノ、ライガー、スエゾーという3種類モンスターに限られる）、すでに育てたモンスター同士を合体させて新しいモンスターをつくり出すこともできる。
モンスターを入手したらモンスターを連れてファームに行き、そこで仕事や修行をして能力値を上げたりしてモンスターを育てることになる。仕事や修行をさせ続けているとモンスターに疲労やストレスが蓄積されていくのでときどき休養させる必要がある。
モンスターの寿命は限られているので（通常は4年程度）、普通に育成していれば全ての能力値を最大まで上げることはできない。そこでどの能力を優先的に伸ばしてやるかを計画しながら育成しなければならない。
前述のように四大大会制覇がこのゲームの一応の目的であるが、1体のモンスターで四大大会の全てを制覇する必要はなく、例えば4体のモンスターで1大会ずつを制してもエンディングとなる。

## 登場人物
ホリィ
プレイヤーの助手となる少女。年齢は不詳。またモンスターファームの女の子が年を取らないのは雑誌のQ&Aによるとモンスターファームの隣にある女の子ファームで作られたクローンとの事である。
テスカ
ホリィの師匠。ときどきプレイヤーにアドバイスをくれる。
サー・トーマス・カルナボ
探検家。モンスターを探検に連れていかないかと誘ってくる。FIMBAの権威者でもあり、「モンスターと人間はともだち」という信念を持っている。隠しモンスター「マジン」の入手に大きく関わってくる。

## モンスターのパラメータ
基本能力値
以下の6つの能力値はバトルに関するパラメータで仕事や修行によって高めることができる。
- ライフ いわやるヒットポイントに相当する概念。バトル中にゼロになるとKO負けとなる。大会での怪我、死亡率にも影響する。
- ちから ちから系の技の攻撃力に影響する。
- 丈夫さ 相手の技に対する防御力。また、大会での怪我、死亡率を下げる
- 命中 自分の技を命中させることのできる確率に影響する。
- 回避 相手の技を回避することのできる確率に影響する。
- かしこさ かしこさ系の技の攻撃力に影響する。

忠誠度
モンスターがどれだけブリーダーになついているかを示す値。初期値は0で育てるにつれてだんだん上がっていく。最大値は200だが、画面上では100までしか表示されない。正確には忠誠度は甘え度と恐れ度という2つの隠しパラメータの和となっている（甘え度、恐れ度の最大値がそれぞれ100）。
恐れ度の高さは仕事や修行の成功確率やそのときの能力の上昇率などに影響する。
カララギマンゴーやつづらそさそり粉などのアイテムをあたえると忠誠度を高めることができる。
またアイテムの風ブエ（風ダイコ）を持っていると月の頭に甘え度（恐れ度）が上昇するようになる。
育成方針
前述の甘え度と恐れ度の比によって、「超溺愛」「溺愛」「やさしい」「ふつう」「きびしい」「スパルタ」「超スパルタ」の7段階で表示される。育成方針が溺愛寄りだとモンスターが仕事を失敗しやすくなり、能力も上がりにくくなる。スパルタ寄りだとモンスターのストレスが貯まりやすくなり、寿命も減ってしまう。
アイテムのアルタケーキを与えると甘え度が上がって恐れ度が下がるので育成方針が溺愛よりになり、ホッカイマムシを与えるとその逆となる。
疲労度
隠しパラメータでありステータス画面上には表示されないが、週のはじめのホリィの台詞やファームを歩き回るモンスターの様子によってある程度は判別できる。仕事や修行、探検、大会出場によって蓄積され、休養やアイテムの香り餅によって解消される。
アイテムのだんろ石を持っていると月の頭に疲労が少し減少する。
ストレス
隠しパラメータでありステータス画面上には表示されないが、ある程度たまっているとホリィが忠告してくれることがある。仕事や修行、探検などによって蓄積され、休養や大会出場、アイテムの冬美草によって解消される。
アイテムのひかり石を持っていると月の頭にストレスが少し減少する。
寿命
隠しパラメータであるが、ホリィが何回か残りの寿命の目安を教えてくれる。初期寿命には個体差があり、例えばドラゴンは短くプラントは長い。
寿命は毎週少しずつ減っていくが、疲労度やストレスが貯まった状態ではより早く寿命を消費する。また大会に出場したときも寿命を多く消費する。
体型
隠しパラメータであり、モンスターの外見から判断するしかないが逆に言えばモンスターの外見以外には影響を与えない。
モンスターの年齢に応じて、｢体全体に対する頭の大きさ｣などが変わることもある。
アイテムのバリアメを与えると太り気味になり、ヒル草を与えると痩せ気味になる。
まじめ度
隠しパラメータでありステータス画面上には表示されない。仕事や修行の成功率やそのときの能力の上昇率に影響する。種族ごとに固有の値であり育成中に変動することはない。
またまじめ度が高いモンスターほどストレスが貯まっても逃げ出しにくくなる。
潜在能力
隠しパラメータでありステータス画面上には表示されない。育成中に変化することはない。モンスター市場でもらったモンスターやCDから再生した直後のモンスターはこの値が必ず100に固定されているが、合体させたあとのモンスターは合体させる前のモンスターの潜在能力や合体時の相性によって潜在能力が高くなる。最大値は150。
潜在能力が高ければ高いほど仕事や修行のときの能力値の上昇率が上がる。ただし潜在能力を128以上にするとバグを誘発することがある。
ガッツ回復速度
隠しパラメータでありステータス画面上には表示されない。バトル中にガッツが回復する速度（ガッツについては後述）。正確にはガッツを30回復させるのに必要な秒数を表す。
種族ごとに固有の値であり育成中に変動することはない。最も早いのはミントとベニヒメソウの6、最も遅いのはドラゴン系のモンスターの19である。
人気
バトル中のクリティカルヒット（後述）の発生確率に影響する。初期値は0で最大値は100。大会に出場して活躍することによって上がる（下がることもある）。
グレード
モンスターのグレードにはE、D、C、B、A、Sの6段階がある。FIMBA公式戦で優勝することによってそのモンスターのグレードが上がる。

## 仕事と修行

### 仕事
仕事をして成功すれば100 - 150Gの資金が手に入り、能力が上がったり下がったりする。また疲労とストレスが若干蓄積される。ゲーム内での時間は一週間経過する。以下の10種類存在する。
| 仕事名     | 大きく上がる能力値 | 少し上がる能力値 | 下がる能力値 | 賃金 | 疲労とストレスの蓄積 |
| ---------- | ------------------ | ---------------- | ------------ | ---- | -------------------- |
| 怪力車引き | なし               | 力               | なし         | 100G | 小さい               |
| 狩り       | なし               | 命中             | なし         | 100G | 小さい               |
| 畑仕事     | なし               | かしこさ         | なし         | 100G | 小さい               |
| 用心棒     | なし               | 丈夫さ           | なし         | 100G | 小さい               |
| 森仕事     | なし               | 回避             | なし         | 100G | 小さい               |
| 山仕事     | なし               | ライフ           | なし         | 100G | 小さい               |
| サーカス   | 回避               | かしこさ         | ちから       | 150G | 大きい               |
| 建設       | ちから             | ライフ           | 回避         | 150G | 大きい               |
| 鉱山       | ライフ             | 丈夫さ           | 命中         | 150G | 大きい               |
| 郵便配達   | かしこさ           | 命中             | 丈夫さ       | 150G | 大きい               |

### 修行
2000G払ってモンスターを修行に出すことができる。修行は4週間連続で一か月にわたって行われる。一週間ごとに仕事のように成功と失敗が判定され、成功すると修行の行き先に応じたパラメータが上昇する。また修行から帰ってくると新しい技を習得していたりアイテムを拾ってきたりすることがある。ちなみにセキトバ、レマ、カララギの3箇所はモンスターのグレードがC以上にならないと利用できない。
| 修行地       | 上がる能力値 | 習得できる技       |
| ------------ | ------------ | ------------------ |
| リューン     | 命中         | 命中重視技A、B     |
| アルタビスタ | ライフ       | 大ダメージ技A、B   |
| バリーズ     | かしこさ     | ガッツダウン技A、B |
| カララギ     | 回避         | 遠距離攻撃技A、B   |
| セキトバ     | ちから       | 超必殺技A          |
| レマ         | 丈夫さ       | 超必殺技B          |

## 大会への出場
育成したモンスターを大会に出場させることができる。大会にはE - Sまでのグレードがある。入手したばかりのモンスターはグレードがEなのでグレードEの大会にしか出場できないが、モンスターのグレードが上がればそれに応じて上のグレードの大会にも出場できるようになる。大会は基本的に4 - 8体のモンスターの総当たり戦形式で行われる。大会の成績に応じて賞金がもらえるほか、優勝すると商品としてアイテムが入手できることがある。基本的に高いグレードの大会になればなるほど相手モンスターも強力になるがそのぶん賞金や商品も豪華になる。3、6、9、12月の第4週にはFIMBA公式戦が行われ、これに優勝することによってモンスターのグレードを上げることができる。育てているモンスターのグレードより下のグレードの大会に出場することも可能だが、その場合はモンスターの人気と忠誠度が大幅に下がってしまう。大会の中には特定の条件を満たして招待状を受け取らないと出場できないものもある。

## さまざまなイベント
郵便
修行半額の知らせは月初め、アイテム屋バーゲンセールの知らせはランダムで届けられる。修行は1か月。バーゲンは1週のみ有効である。ほかにブリーダーランクの昇進の知らせ、特別な大会の招待状、ファンレターなどが届くことがある。
怪我、病気、逃亡
疲労度が過度に溜まると病気、ストレスが過度に溜まると逃亡、大会でKOされるとKOされた際に受けたダメージの0から超過した分の数字に出場時の疲労を足した計算結果に応じてケガ・または死亡する。このうち「逃亡」の際、場合によっては小屋を破壊されることがあり、小屋の再建には費用がかかる。
死亡とお葬式
死亡は寿命を迎えたりKOされた時のKOされた時に受けた超過ダメージと大会出場時の疲労を足した計算結果が大きすぎた場合に起こる。死亡すると葬式を行うか否かの選択をすることができ、葬式をしない場合、ホリィとブリーダーの2人で小さな石塚を築き、2人でモンスターとの別れを終える。葬式をすると弔問客（ホリィやブリーダーの顔見知り）がやってきてお悔みを言ってくれる。どちらの場合も、イベントの最後には死んだモンスターの最終能力値が表示される。なお、葬式はあるものの費用はいっさいかからない。
探検
一定以上のランクと人気を備えたモンスターを育てていると、一定期間毎に探検に出ることができる。期間は1ヶ月。行き先はセキトバ（1月2週）・カララギ（7月2週）・レマ（10月2週）の3ヶ所で、セキトバに行くまで他の2ヶ所への探検はできない。
延命アイテムや換金アイテム、新種モンスターを誕生させる隠し味アイテムなどを入手できるチャンスだが、モンスターが迷子になり一定期間失踪してしまうリスクもある。モンスターのかしこさが重要で、高いほど貴重なアイテムを入手できる可能性が高くなり、迷子になる確率が減るようになる。
誕生日
誕生日にはホリィが歌を歌う。この歌には疲労度を減らす効果がある。なお、そのモンスターが来た当週、ファームにいないと見ることはできない（冬眠などで誤差がある場合は繰上げor繰り下げ）。
家と小屋の増築
ブリーダーのランクや所持金などの条件を満たすと家・小屋が改築できる。改築するとグラフィックも変化する。家を改築するとそのたびに持てるアイテムの個数の上限が増え、小屋を改築するとモンスターのストレスを軽減することができる。
変態
ワーム種のモンスターを育成させ、6月の4週の時点で下記の条件を満たすとワームが繭を作り、ワーム派生のモンスターに変身する。パラメータによって変身するモンスターが変わる。
1. 年齢が3歳0カ月から3歳11か月の間
2. 疲労・ストレスがまったくない
3. 忠誠度が100
4. ランクがC

## モンスター同士の対戦
このゲームではモンスター同士の対戦は60秒間の一対一の一本勝負によって行われる。試合開始時点では両モンスターのガッツの値が50となっているが、時間の経過にしたがってこのガッツは少しずつ増えていく。モンスターによって増える速度（ガッツ回復速度）は異なるが、ガッツの値の上限は99である。このガッツを消費してそれぞれのモンスターは技を繰り出して相手モンスターを攻撃する。技ごとに使える距離が決まっているので（隣接距離、至近距離、間接距離、超遠距離の4つ）、技を出したいときは適切な距離へ移動する必要がある。また両者の間合いが接近しているときは吹き飛ばしを使って間合いを離すことができる。
技を使用したからといって必ず相手モンスターに命中するわけではなく回避されることもある。技の命中率は、技を使用したモンスターの命中の値と技をかけられたモンスターの回避の値によって決まる基本命中率に、それぞれの技固有の命中率補正がかかって決定される（正確にはさらに後述する技を使用するモンスターがその時点で貯めているガッツによる補正がかかる）。技が命中すれば相手のモンスターにダメージを与えることができ、そのぶん相手モンスターのライフが減少する。与えるダメージは技を使用したモンスターの攻撃力（ちからまたはかしこさ）と技をかけられたモンスターの丈夫さ、そしてその技の基本攻撃力によって決定される（これにも正確には後述するガッツ補正がかかる）。技が命中した場合、相手のライフダメージのほかに相手のガッツにもダメージを与えることができる（ガッツダウン効果）。
技が命中したときはごくまれにクリティカルヒットが発生し、与えるダメージが1.5倍になる。クリティカルヒットの発生確率はそのモンスターの人気というパラメータに依存する。
技を発動したときにモンスターが意味不明状態になってしまうことがある。こうなると技が発動するかわりに数秒の間そのモンスターは行動不能となってしまい、さらに回避率も大幅に下がってしまう。モンスターの忠誠度というパラメータが高くなると意味不明の発生確率は下がる。
60秒の制限時間が終了した時点でより残ライフ率の高かった方が勝者となる。残ライフ率が同じだった場合は残ライフ（率ではなく純粋な数値）・相手に与えた総ダメージ・攻撃成功率の3つが判定に追加され、多かった方が勝者となる。また途中でどちらかのモンスターのライフが0になった場合はその時点で相手モンスターのKO勝ちとなる。
どちらかのモンスターの残りライフが10%以下になると底力状態が発動し、相手モンスターに与えるダメージが2倍になる。逆転勝ちするチャンスが生まれることになる。しかしこれは相手にも共通することなので、逆に圧勝状態から負けることもある。
ガッツをためればためるほど技のダメージと命中率が上がる。したがってまず試合開始直後にガッツを最大付近まで貯め、その後も高いガッツを保ったまま間をあけて攻撃し、残り時間が少なくなったら全てのガッツを使い切って技を連発してラッシュをかける、というのが一般的な戦略となる。
大会による対CPU戦でKOされた際、「トドメとなった攻撃を受けた際に超過したダメージ＋大会出場時の疲労」の計算結果に応じてモンスターがケガ・または死亡する事がある。どうなるかは計算結果次第だが、疲労と超過ダメージの計算結果が大きいとリタイヤとなり、残った試合を全棄権し、大ケガか死亡になる。超過ダメージがあまりに大きいと疲労関係なく死亡が確定するため、丈夫さとライフの数値に応じてケガと死亡率が変動する。

## 登場するモンスター
全215種類のモンスターが登場する。
このゲームには全20種類（ディノ、ライガー、…、ディスク）の血統が用意されている。全てのモンスターにはMAIN血統とSUB血統の2種類が存在し、その組み合わせで種族名が決定される。例えばムラサキチュウならばMAIN血統がワームでSUB血統がナーガとなる（これをワーム×ナーガと書く）。血統は20種類なのでMAIN血統とSUB血統の組み合わせは400通り考えられる。基本モンスターは隠しモンスター以外の全ての組み合わせが存在するが、隠しモンスターは限られた血統、またはそもそも血統そのものが存在しない。例えばガリ×マジンの組み合わせは存在しない。MAIN血統とSUB血統が同じ場合は純血種と呼ばれ、その血統がそのまま種族名となる。例えば血統がヘンガー×ヘンガーのモンスターの種族名はヘンガーである。MAIN血統とSUB血統が異なる場合は派生種と呼ばれる。またそのほかにSUB血統が???と表示されているレアモンスターが存在する。レアモンスターは基本的に円盤石再生によってしか誕生させることができない。たいてい奇抜な外見をしているが、ゆかりのあるCDから出現するものが多い（例えばモノリス×???のアオゾラはウルフルズのシングル「そら」、ドラゴン×???のアポカリプスはTHE虎舞竜の「ロード」から誕生する）。SUB血統が???のモンスターはひとつのMAIN血統につき1 - 3体存在する。
言葉の使い方として、「 - 系のモンスター」といえばMAIN血統が - であるモンスターを指し、「…派生のモンスター」といえばSUB血統が…のモンスターのことを指す。使える技やモンスターの形など主な特徴はモンスターのMAIN血統に依存する。
MAIN血統がモンスターの基本形となり、SUB血統が外見にSUBのモンスターの面影が現われる。能力などに補正がかかり、さらにまじめさはSUB血統のモンスターでほとんど決まる。
例えばピクシー×ライガーのミントは命中と回避にプラス補正がかかり、さらにライガーのような高いまじめ度になる。逆にまじめ度が高いライガーでも元々不真面目なナーガの血が混じるととても不真面目になる。
以下で全20種類のモンスターの系統を記す。

### 基本モンスター
初期から育成できるモンスター。
ディノ
肉食恐竜の姿をしたモンスター。全体的にバランスが取れた能力を持っている。
ゴーレム
全身が岩でできた巨人のようなモンスター。ちからがすごい上に成長しやすく技の攻撃力も高いが命中や回避は低い。
ライガー
犬のようなモンスター。まじめ度が高く育てやすい。技は命中率は高いが攻撃力と丈夫さが低い。
ピクシー
妖精のようなモンスター。かしこさが成長しやすく回避能力も高いが、ライフと丈夫さに難がありわがままである。ガッツ回復速度が非常に速く、対戦用モンスターのSUB血統としても高い人気を誇る。技はかしこさ系の技が多い。
ワーム
芋虫のようなモンスター。回避と丈夫さは育ちにくいが、ライフが非常に成長しやすく打たれ強い。技はちから系の技が多い。ストレスと疲労が無い状態にしていると、他の種類のモンスターに羽化する事がある。
ゲル
流動的なゲル状のボディを持ったモンスター。丈夫さとかしこさが成長しやすいが、ちからと回避が上がり辛い。
スエゾー
大きなひとつの目玉のある球体の体に尻尾がくっついたような形をしている奇妙なモンスター。ふまじめで育てにくいが、バランス技にまでガッツダウン効果がある。能力的にはライフが低くてかしこさが高め。
ハム
両手がボクシンググローブのような形状をした ウサギのようなモンスター。ちからと回避が成長しやすいが、ライフと丈夫さが低い。
ガリ
太陽を形取った仮面とマントからなるモンスター。かしこさが成長しやすく技もかしこさ系のものが充実している。他の能力も問題なく伸びるが、短命なのが欠点。
モノリス
板状のモンスター。『2001年宇宙の旅』に登場するモノリスが由来。丈夫さが高く、成長しやすいが回避が上がり辛い。
ナーガ
鋭い爪を持ったヘビのようなモンスター。インド神話のナーガが由来。短命でふまじめだが全体的な能力は高め。ちからと命中は上がり易く短期間で強くなるが、賢さが上がり辛い。
プラント
植物のモンスター。ライフが成長しやすく、寿命も長い。意外に力技が多い。ライフが上がり易いがちからは上がりづらい。ガッツ回復速度が速く、この種族のピクシー派生であるベニヒメソウが後述のモンスター甲子園で猛威を振るった。

### 隠しモンスター
特定の条件をクリアした後に育成可能になるモンスター。条件クリア前に円盤石再生をしようとすると、神官に断られる。
ドラゴン
大きな翼を持った竜。短命だが能力は高い。ガッツ回復速度が一番遅いのが難点。
マジン
人間に比較的似た形状のモンスター。能力は平均的。
ヘンガー
ロボット型のモンスター。命中・回避が成長しやすいが丈夫さに難がある。
ラウー
猿のようなモンスター。ライフとちからが高く寿命は長いがきわめてふまじめで育てにくい。ガッツ回復速度は遅い。
ニャー
猫のぬいぐるみのようなモンスター。ちから系の技が多いが肝心のちからが上がりにくい。
ゴースト
幽霊のモンスター。シルクハットをかぶりステッキを持っている。かしこさ系の技が多い。またガッツ回復速度がピクシーと同値。
ラクガキ
テクモのゲームソフトであるがんばれギンくんの登場キャラクターをモチーフにしたモンスター。ふまじめで能力も成長しにくいがガッツ回復速度は早い。
ディスク
円盤石に非常に似た形をしたモンスター。丈夫さが成長しやすい。隠しモンスター中、唯一CDでしか手に入れることができないモンスター。全体的に技の威力が低め。

## ALL999モンスターの育成
このゲームでは全ての能力値（ライフ、ちから、丈夫さ、命中、回避、かしこさ）が最大値である999のモンスターを育成することができる。具体的にはモンスターの寿命を伸ばす延命アイテムである黄金モモ（または卵カブリ）を複数個用意してそれらを目的のモンスターに投与することによって通常より長い期間かけて育成してALL999のモンスターを完成させる。上記の延命アイテムは探検イベントによって入手することができるが、1体のモンスターにつき最大で1個ずつしか入手できないので、延命アイテムをそろえるだけでも複数のモンスターを捨石として利用することになる。
また効率よく能力値を上昇させるため、モンスターを修行に出してから疲労とストレスを回復アイテム（香り餅と冬美草）で除去し、休養することなく続けて修行に出し、短期間で一気に能力値を上昇させる。場合によってはドーピング系のアイテムを大量に投与することもある。いずれにせよ大量の資金が必要となる。

## モンスター甲子園
モンスター甲子園とは、モンスターファームシリーズの作品を使ったテクモ公認のイベントである。
第1回 - 4回モンスター甲子園はMF1を用いて行われた。第1 - 2回は個人戦、第3回 - 4回は3人1組の団体戦として開催された。
第1回は1997年9月7日に東京ゲームショウで行われ、発売から1ヶ月程度しかたっていないにもかかわらず上位のモンスターはALL999を達成していた。結局ベニヒメソウが優勝を飾った（2位はボス、3位はテクノドラゴン、4位はラクガキ）。
それ以降、ALL999同士の対戦ではベニヒメソウが圧倒的に有利であるということが浸透し（ガッツ回復速度が早く、花粉やドレインといった強力な技を持っているため）、第2回の大会では決勝トーナメント進出者の多くがベニヒメソウを使っていた。第2回は同年12月23日に有明TFTホールで開催され、やはり優勝はベニヒメソウで、上位をこのモンスターが独占していたがピンキーが準優勝と健闘した。
また、この甲子園による反動か、続編ではベニヒメソウが設定をつけての弱体化が施された。
団体戦となった第3回 - 4回では、タイムトライアル（テクモの用意したモンスターであるすえきすえぞーをいかに早くKOできるかを競う）対策として、ピンキー・ディアナリパー・羽化マグナビートルという3組での出場が目立った。第3回は1998年3月21日に東京ゲームショウで開催されて、チーム「NNO」（ディアナリパー、ピンキー、ゴーレム）が優勝。
第4回は同年8月23日に有明TFTホールで開催され、チーム「火影」（ベニヒメソウ、ピンキー、ヘビーダイアナ）が優勝。初の関東以外（九州・沖縄地区）からの優勝であった。